# Zapornia
Zapornia – rodzaj ptaków z podrodziny łysek (Fulicinae) w obrębie rodziny chruścieli (Rallidae).

## Zasięg występowania
Rodzaj obejmuje gatunki występujące w Eurazji, Afryce, Australazji oraz na wyspach na Oceanie Spokojnym (Kosrae, Henderson, Hawaiʻi).

## Morfologia
Długość ciała 17–28 cm, rozpiętość skrzydeł 26–39 cm; masa ciała samic 17–140 g, samców 23–170 g.

## Systematyka
Rodzaj zdefiniował w 1816 roku angielski przyrodnik i zoolog William Elford Leach w publikacji własnego autorstwa poświęconej systematyce ssaków i ptaków ze zbiorów Muzeum Brytyjskiego. Gatunkiem typowym jest (oznaczenie monotypowe) zielonka (Z. parva).

### Etymologia
- Zapornia: anagram nazwy rodzaju Porzana Vieillot, 1816 (kureczka)[15].
- Phalaridion: zdrobnienie gr. φαλαρις phalaris ‘niezidentyfikowany ptak wodny’, prawdopodobnie łyska, ale być może również kokoszka, od φαλος phalos ‘biały’[16]. Gatunek typowy (późniejsze oznaczenie): Rallus pusillus Pallas, 1776[17].
- Rallites: rodzaj Rallus Linnaeus, 1758 (wodnik); gr. -ιτης -itēs ‘przypominający’[18]. Gatunek typowy (późniejsze oznaczenie): Rallus pusillus Pallas, 1776[17].
- Limnocorax: gr. λιμνη limnē ‘bagno’; κοραξ korax, κορακος korakos ‘kruk’ (tj. kruczoczarny), od κρωζω krōzō ‘krakać’[19]. Gatunek typowy (oznaczenie monotypowe): Gallinula flavirostra Swainson, 1837.
- Limnobaenus: gr. λιμνη limnē ‘bagno, mokradło’; βαινω bainō ‘chodzić, wędrować’[20]. Gatunek typowy (późniejsze oznaczenie): Rallus fuscus Linnaeus, 1766[21].
- Pennula: łac. pennula ‘skrzydełko’, od zdrobnienia penna ‘pióro’[22]. Gatunek typowy (oznaczenie monotypowe): †Pennula millsi Dole, 1879 (= †Rallus sandwichensis J.F. Gmelin, 1789).
- Kittlitzia: kpt. Friedrich Heinrich Freiherr von Kittlitz (1799–1874), armia pruska, podróżnik, artysta, ornitolog[23]. Gatunek typowy: Rallus monasa Kittlitz, 1858.
- Aphanolimnas: gr. αφανης aphanēs ‘ukryty, niewidoczny’, od negatywnego przedrostka α- a-; φαινω phainō ‘pokazywać się’; nowołac. limnas ‘wodnik’, od gr. λιμνας limnas ‘z bagna’, od λιμνη limnē ‘bagno, moczary’[24].
- Porzanula: rodzaj Porzana Vieillot, 1816; łac. przyrostek zdrabniający -ula[25]. Gatunek typowy (oznaczenie monotypowe): Porzanula palmeri Frohawk, 1892.
- Porzanoidea: rodzaj Porzana Vieillot, 1816; gr. -οιδης -oidēs ‘przypominający’[26]. Gatunek typowy (oryginalne oznaczenie): Gallinula immaculata Swainson, 1838 (= Rallus tabuensis J.F. Gmelin, 1789).
- Schoenocrex: gr. σχοινος skhoinos ‘sitowie, trzcina’; κρεξ krex, κρεκος krekos ‘chruściel’[27]. Gatunek typowy (oznaczenie monotypowe): Rallus pusillus Pallas, 1776.
- Nesophylax: gr. νησοφυλαξ nēsophulax, νησοφυλακος nēsophulakos ‘strażnik wyspy’, od νησος nēsos ‘wyspa’ (tj. Henderson, Pitcairn); φυλαξ phulax, φυλακος phulakos ‘strażnik, wartownik’, od φυλασσω phulassō ‘pilnować’[28]. Gatunek typowy (oryginalne oznaczenie): Porzana atra North, 1908.
- Palugalla: łac. palus, paludis ‘bagno’; gallus ‘kogucik’[29]. Gatunek typowy (oryginalne oznaczenie): Rallus parvus Scopoli, 1769.

### Podział systematyczny
Taksony wyodrębnione z Porzana i Amaurornis. Do rodzaju należą następujące współczesne gatunki:
- Zapornia fusca (Linnaeus, 1766) – kureczka kasztanowata
- Zapornia paykullii (Ljungh, 1813) – kureczka wschodnia
- Zapornia flavirostra (Swainson, 1837) – kureczka czarna
- Zapornia akool (Sykes, 1832) – kureczka brązowa
- Zapornia parva (Scopoli, 1769) – zielonka
- Zapornia pusilla (Pallas, 1776) – karliczka zwyczajna
- Zapornia astrictocarpa (Olson, 1973) – kureczka atlantycka – takson wymarły wkrótce po odkryciu Wyspy Świętej Heleny w 1502 roku[32]
- Zapornia palmeri (Frohawk, 1892) – karliczka hawajska – takson wymarły około 1940 roku[33]
- Zapornia olivieri (G. Grandidier & Berlioz, 1929) – kureczka madagaskarska
- Zapornia bicolor (Walden, 1872) – kureczka czarnosterna
- Zapornia sandwichensis (J.F. Gmelin, 1789) – kureczka hawajska – takson wymarły pod koniec XIX wieku[34]
- Zapornia nigra (J.F. Miller, 1784) – kureczka polinezyjska – takson wymarły najprawdopodobniej pod koniec XVIII wieku[35]
- Zapornia atra (North, 1908) – kureczka smolista
- Zapornia tabuensis (J.F. Gmelin, 1789) – kureczka posępna
- Zapornia monasa (von Kittlitz, 1858) – kureczka mikronezyjska – takson wymarły, znany tylko z dwóch okazów znalezionych w 1827/28 roku[36]

Opisano również gatunki wymarłe w miocenie:
- Zapornia kretzoii Zelenkov, 2017
- Zapornia veterior Zelenkov, 2017